# Olga Gorșenina
Olga Anatolievna Gorșenina (în rusă Ольга Анатольевна Горшенина; n. 9 noiembrie 1990, în Toliatti) este o handbalistă rusă care joacă pentru clubul românesc SCM Râmnicu Vâlcea și pentru echipa națională a Rusiei. Gorșenina evoluează pe postul de intermediar dreapta.

## Palmares
- Cupa EHF:
  -  Câștigătoare: 2012, 2014

- Campionatul Rusiei:
  - Câștigătoare: 2016, 2021

- Campionatul Mondial:
  -  Medalie de bronz: 2019

- Campionatul Mondial pentru Tineret:
  -  Medalie de argint: 2010

- Campionatul European pentru Tineret:
  -  Medalie de bronz: 2009[3]

## Distincții individuale
- Maestru al Sportului din Rusia;[4][5]
- Maestru Internațional al Sportului din Rusia;[6]